# آلية تفاعل

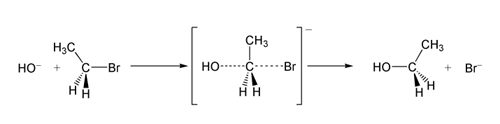
آلية تفاعل كيميائي من النمط S_{N}2

آلية التفاعل الكيميائي هي عبارة عن شرح الخطوات المتتالية لتفاعل كيميائي بحيث تعطي محصلة هذه الخطوات وصفاً للتغير الكيميائي الحاصل. تصف آلية التفاعل كل حالة انتقالية متشكلة أثناء التفاعل، كما تصف أي رابطة كيميائية ستنفصم وأيها ستتشكل، مع ذكر معدل سرعة خطوات التفاعل. يعد دور الحفاز من الأمور المهمة التي تشرح في آلية التفاعل، بالإضافة إلى الوصف الفراغي للمستبدلات. غالباً ما يسهم فهم آلية التفاعلات الكيميائية العضوية في تحسين شروط ومردود التفاعل.
في الوقت الراهن يجري معرفة آليات التفاعل عن طريق استخدام تقنيات تحليلية مثل مطيافية الكتلة.

## أمثلة
من أوائل التفاعلات التي وصفت آليتها هو تفاعل تكاثف البنزوين Benzoin condensation وذلك من قبل A. J. Lapworth عام 1903.
هنالك العديد من التفاعلات العضوية معروفة الآلية، وذلك مثل تفاعلات الإضافة كالإضافة الشغوفة بالإلكترونات وكالإضافة الشغوفة بالنوى وتفاعلات الاستبدال كتفاعل الاستبدال العطري المحب للإلكترونات وتفاعلات الحذف ووإعادة الترتيب.

## اقرأ أيضاً
- شغوف بالإلكترون
- شغوف بالنواة